# Elisabet Riera Millán
Elisabet Riera Millán (Barcelona, 1973) és una periodista,escriptora i editora catalana, establerta a Terrades. És directora de revistes del Grup RBA i directora de l'editorial Wunderkammer.
Llicenciada en periodisme a la Universitat Autònoma de Barcelona, ha treballat com a editora de revistes i assessora de col·leccions de llibres. Ha col·laborat en diversos mitjans escrits com El Magazine de La Vanguardia, Cultura/s, Art&Co i National Geographic. És autora de diverses obres de no ficció sobre la cultura cannàbica i d'algunes novel·les.
La tardor de 2016 va llençar la seva pròpia editorial, Wunderkammer, amb la intenció de publicar en castellà obres descatalogades o díficils de trobar d'autors com Victor Hugo, Raymond Roussel, Rubén Darío i Pierre Loti, entre d'altres.

## Obres publicades
- La línea del desierto (RBA, 2011)[2]
- Vidas gloriosas (FCE, 2014)[3]
- Como cura el cannabis (RBA, 2014)[4]
- Fresas silvertres para Miss Freud (Berenice, 2016)
- Llum (L'Altra Editorial, 2017)[5]
- Efendi (Males Herbes, 2021)[6]
- Una vegada va ser estiu la nit sencera (Males Herbes, 2023)[7]